# Das Ich

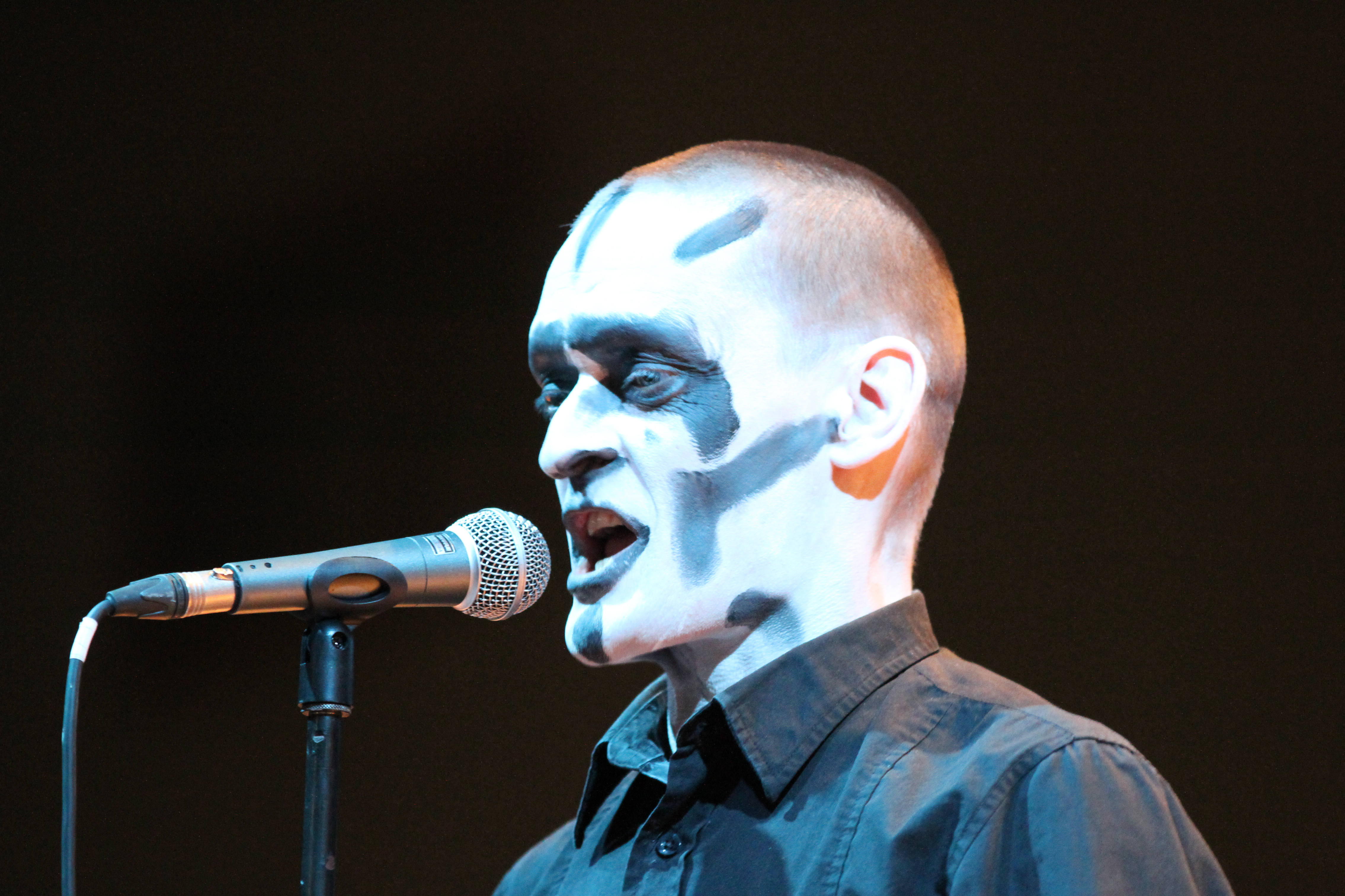
Штефан Акерманн (Wave-Gotik-Treffen 2013)

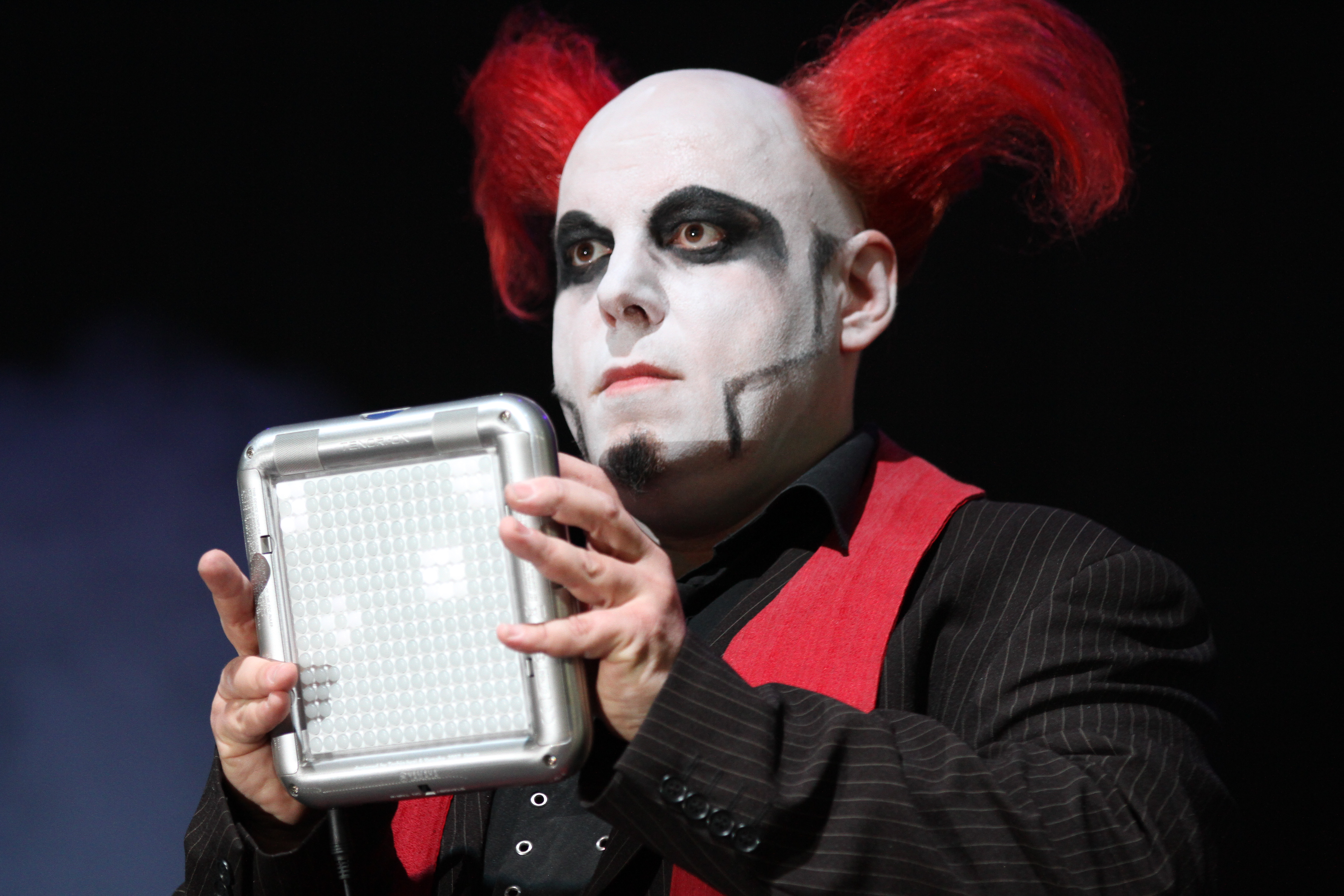
Бруно Крамм (WGT 2013)

Das Ich (Дас І́хь) — німецький гурт, утворений 1989 року у складі Штефана Акерманна та Бруно Крамма. Музиканти виконують електронну музику, а також є одними із засновників Neue Deutsche Todeskunst (Нового німецького мистецтва смерті) — музичного руху початку 1990-их. Назва гурту пов'язана із Фройдівською концепцією Ego (укр. Я, нім. das Ich).

## Учасники
Основні
- Штефан Акерманн (Stefan Ackermann) — спів, тексти
- Бруно Крамм (Bruno Kramm) — музика, інструменти, бек-вокал

Концертні
- Штефан Зіґль (Sissy) (з 2006)
- Каїн Ґабрієль Саймон (з 2000)
- Данієль Ґальда (1994—1999)
- Чед Блінмен (1994—1996)
- Якоб Ланґ (Live Member from 1998—1999)
- Міхаель Шмід (1999—2000)
- Рінґо Мюллер (з 2006)
- Даміан Плаж (DJ) (з 2004 DE /2009 USA)

## Дискографія

### Альбоми
- 1990: Satanische Verse
- 1991: Die Propheten
- 1994: Staub (LP)
- 1995: Feuer (Наживо)
- 1996: Das innere Ich (Саундтрек)
- 1998: Egodram
- 1998: Morgue (LP)
- 1999: Re-Kapitulation (Компіляція, лише у США)
- 2000: Re-Laborat (Ремікси)
- 2002: Anti'christ
- 2003: Relikt (Компіляція)
- 2004: LAVA: glut
- 2004: LAVA: asche (Ремікси на Lava: glut)
- 2006: Cabaret (LP)
- 2007: Alter Ego (Компіляція найкраще)
- 2007: Addendum (Компіляція реміксів, рідкісних треків та алернативних версій)
- 2008: Kannibale (EP)
- 2009: Die Propheten
- TBA: Koma

### Синґли
- 1993: Stigma (MCD)
- 1996: Kindgott (MCD)
- 1997: Destillat (MCD)

### Відео
- 2002: Momentum (VCD/DVD)

### Інші проєкти
- 1995: Die Liebe (feat. Atrocity, LP; The Love)
- 2000: Coeur (CD) (Solo project released as 'Kramm')